# Ivan Jacob
Ivan Jacob (ur. 15 lipca 1925 w Kollam, zm. 5 lutego 2009 w Sydney) – indyjski lekkoatleta (sprinter), olimpijczyk z 1952 roku.
Podczas Letnich Igrzysk Olimpijskich 1952 zajął szóste miejsce w swoim biegu eliminacyjnym na 400 metrów z czasem 51,3 s i odpadł z dalszej rywalizacji. 
Srebrny medalista igrzysk azjatyckich w sztafecie 4 × 400 metrów (1954).
Rekord życiowy: 400 m – 49,4 s (1954).